# Newung
Newung is een bestuurslaag in het regentschap Sragen van de provincie Midden-Java, Indonesië. Newung telt 2554 inwoners (volkstelling 2010).